# NGC 6996
NGC 6996 est un amas ouvert situé dans la constellation du Cygne. Il a été découvert par l'astronome britannique John Herschel en 1828.
Très peu d'informations sont disponibles au sujet de cet amas. Le site WEBDA ainsi que Wolfgang Steinicke soutiennent qu'il s'agit du même amas que NGC 6997.

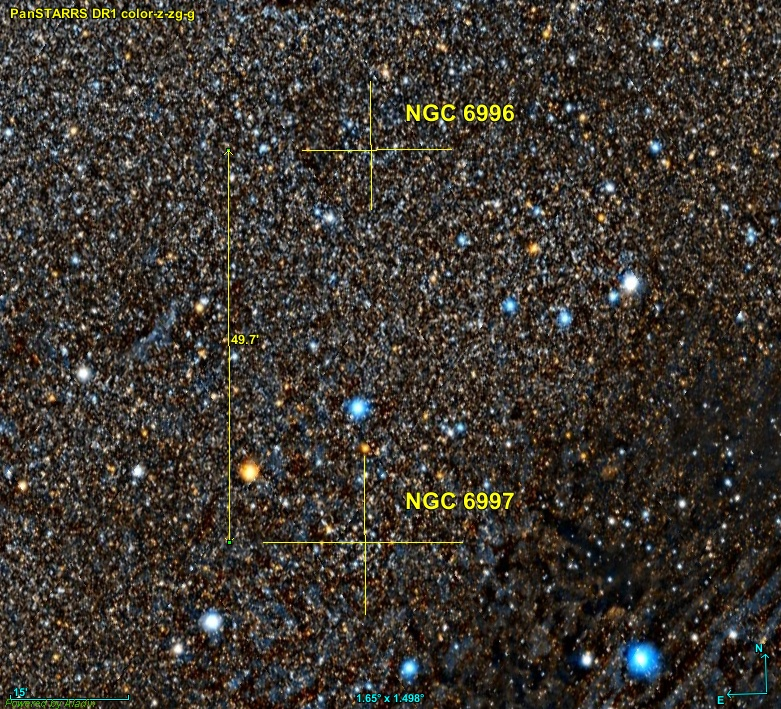
NGC 6996 et NGC 6997 sont à moins d'un degré l'un de l'autre et certains considèrent qu'il s'agit d'un seul et même amas.

Comme on peut le constater sur les deux images ci-dessous réalisées avec le logiciel Stellarium, les deux amas sont très près l'un de l'autre. C'est sans doute pour cette raison que certains considèrent qu'il s'agit du même amas. On constate également avec l'image obtenue du logiciel Aladin qu'ils sont vraiment rapprochés, à moins d'un degré l'un de l'autre. Comme on ne connait pas la distance de NGC 6996, il est impossible de dire s'il s'agit d'un ou de deux amas distincts.

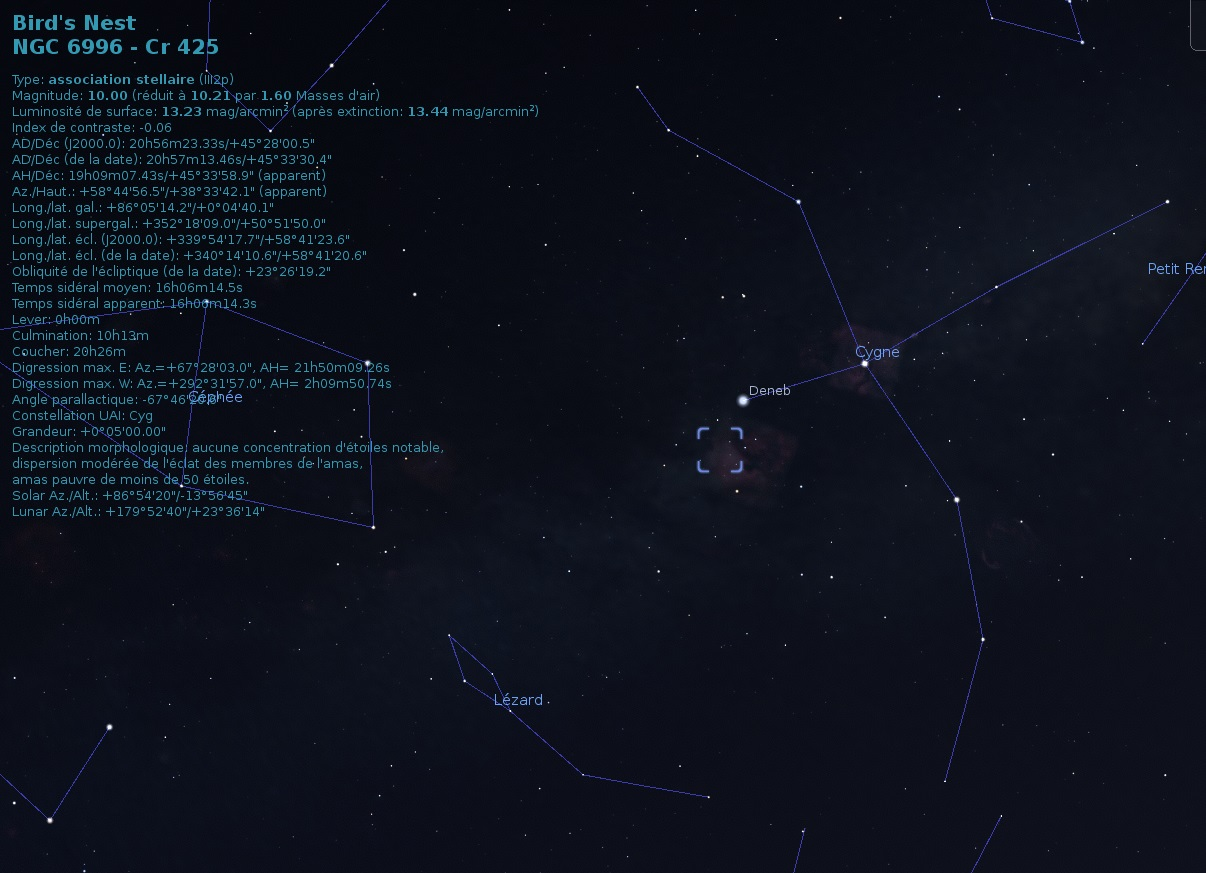
Position de NGC 6996 (Le nid d'oiseau) près de l'étoile Deneb.

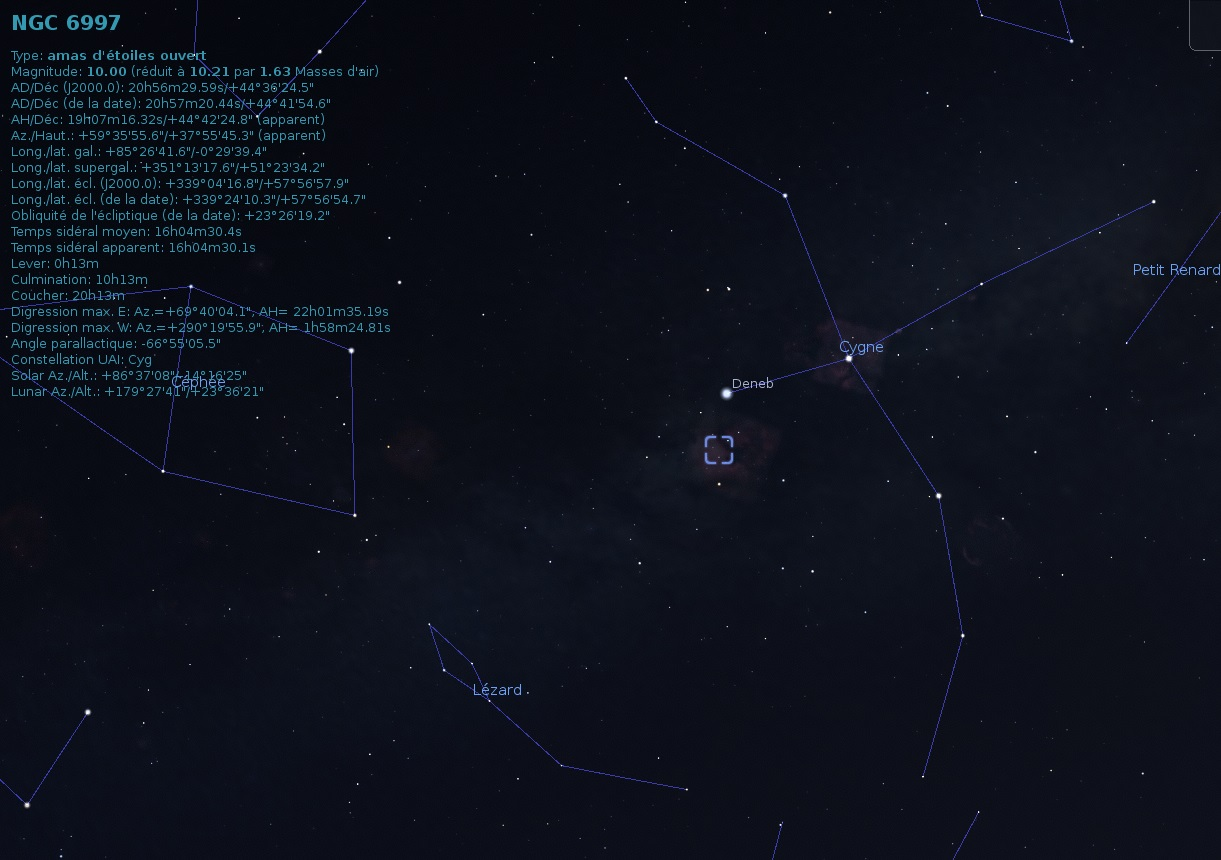
NGC 6997 est aussi situé près de Deneb et très rapproché de NGC 6996.

Notons que la base de données Simbad ainsi que le site The Sky Live considèrent NGC 6996 comme une association stellaire. 